# Mityuscha parvulus
Mityuscha parvulus är en plattmaskart som beskrevs av Timoshkin OA 200. Mityuscha parvulus ingår i släktet Mityuscha och familjen Rhynchokarlingiidae. Inga underarter finns listade i Catalogue of Life.